# Politica Irlandei
Statul Irlanda este o republică, cu un sistem parlamentar de guvernare. Președintele Irlandei, care este șeful statului, este ales pentru un termen de șapte ani și nu poate fi reales decât o singură dată. Rolul președintelui este în general ceremonial, deși are niște puteri și funcții constituționale și este avizat de Consiliul Statului. Prim-ministrul Irlandei este cunoscut ca Taoiseach și este nominalizat de președinte după decizia parlamentului. În general, Taoiseach-ul este șeful partidului politic care câștigă cele mai multe locuri la alegerile naționale. În ultimul timp, este normal pentru guvernele Irlandei să fie formate din coaliții; ultimul guvern format dintr-un singur partid a funcționat în perioada 1987-1989.
Parlamentul bicameral, numit Oireachtas, este format din Senat (Seanad Éireann) și Camera Deputaților (Dáil Éireann). Seanad-ul are 60 de membri, unsprezece nominalizați de Taoiseach, șase aleși de două universități din țară, și 43 aleși de reprezentanți publici. Dáil-ul are 166 de membri, cunoscuți ca Teachtaí Dála, care sunt aleși direct și reprezintă electorate, sau secții de votare, sub sistemul de reprezentare proporțională. În constituție este specificat că alegerile parlamentare trebuie ținute cel puțin din șapte în șapte ani.
Guvernul Irlandei are maximum 15 membri, și maxium doi din aceștia pot fi nominalizați de Senat. Prim-ministrul (Taoiseach), vice-prim-ministrul (Tánaiste) și ministrul de finanțe trebuie să fie membri ai Parlamentului. Guvernul în putere la ora actuală este o coaliție între două partide: Fianna Fáil sub Taoiseach-ul Parthalán Ó hEachtairn (Bertie Ahern în engleză) și Democrații Progresivi sub vice-prim-ministrul Mary Harney.
Opoziția în parlamentul curent este formată din partidul Fine Gael și Partidul Laburist. Celelate partide cu reprezentanță parlamentară includ: Partidul Verde, Sinn Féin și Partidul Socialist. 